# Kułtaj-Karan
Kułtaj-Karan (ros. Култай-Каран) – wieś (dieriewnia) w Rosji, w Baszkortostanie, w rejonie mijakińskim. W 2010 liczyła 204 mieszkańców.